# Gustav Lüttge

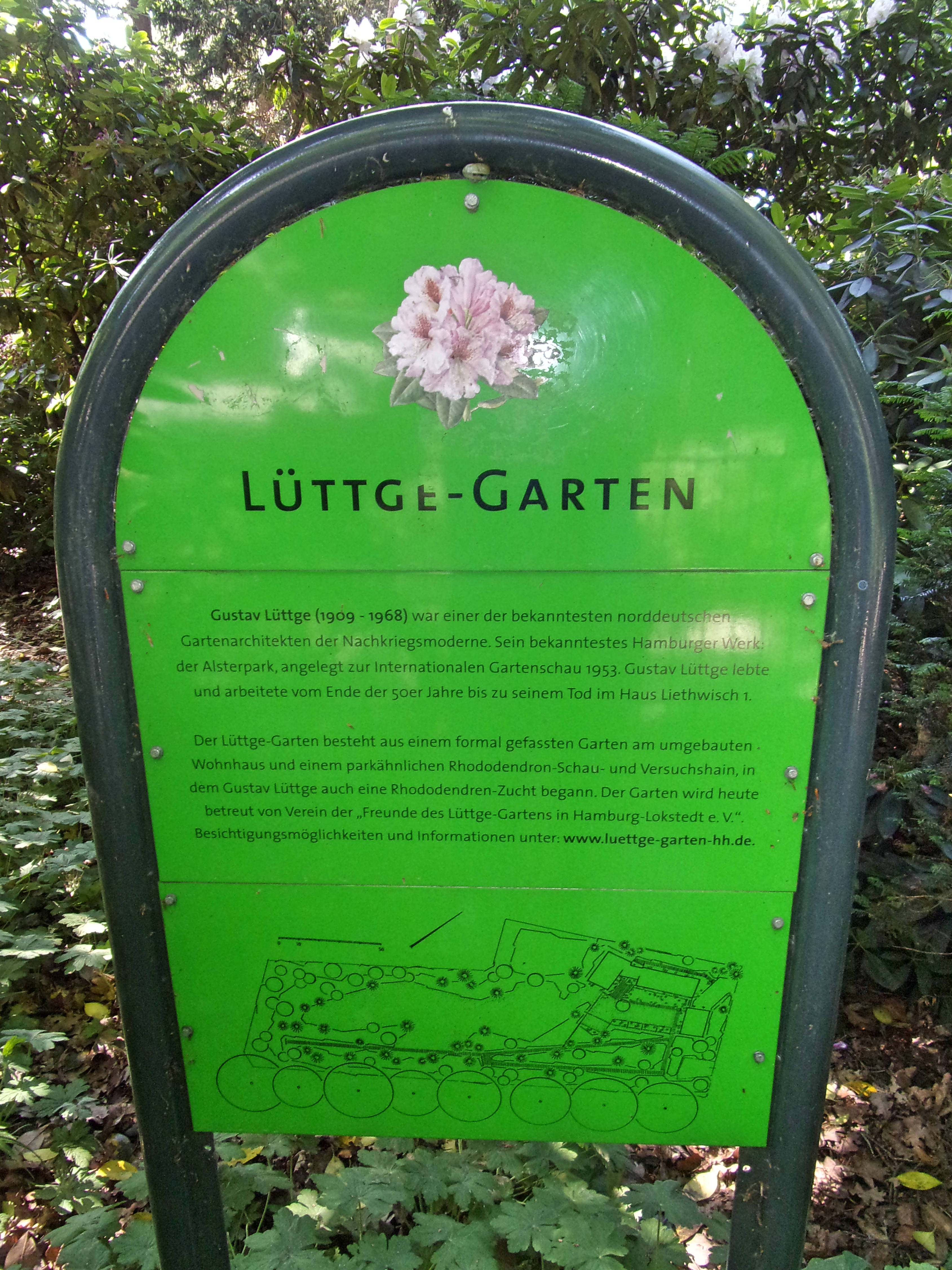
Informationstafel am Lüttge-Garten

Gustav Max Lüttge (* 12. Juni 1909 in Hamburg; † 23. Februar 1968 ebenda) war ein deutscher Garten- und Landschaftsgestalter.

## Leben und Wirken
Die Eltern Gustav Lüttges waren der Kaufmann Adolf Lüttge (* 25. Juni 1874 in Braunschweig; † 3. Juli 1912 in Bonn) und Emma Zickwolff (* 2. Dezember 1879 in Frankfurt am Main; † 29. November 1969 in Hamburg). Neben Gustav hinterließ der früh verstorbene Vater noch einen weiteren Sohn.
Gustav Lüttge wurde in seiner Geburtsstadt groß, wo er die Gelehrtenschule des Johanneums besuchte. Bereits im Jugendalter mietete er alte Parzellen, in denen er Pflanzen studierte, und galt als musikalisch interessiert. Aufgrund der finanziell prekären Verhältnisse der Familie musste er früh arbeiten. Auf Druck seines Vormunds, des Kohlenimporteurs Max Vidal, absolvierte er von 1924 bis 1928 eine kaufmännische Ausbildung, wechselte jedoch bei Volljährigkeit zur Firma Oscar Röhe Baumschulen und Staudenkulturen, bei der er von 1929 bis 1931 eine Berufsausbildung erhielt. Anschließend lernte er bei dem angesehenen Staudenzüchter Karl Foerster in Bornim und als Volontär bei dem Garten- und Landschaftsgestalter Heinrich Wiepking-Jürgensmann in Berlin. Gemeinsam mit dem Landschaftsarchitekten Hermann Thiele reiste Lüttge 1932 nach England. Im Juli 1933 trat er in die Deutsche Gesellschaft für Gartenkunst ein und machte sich im August 1933 ohne förmlichen Berufsabschluss mit Gewerbeschein als Gartengestalter selbständig.

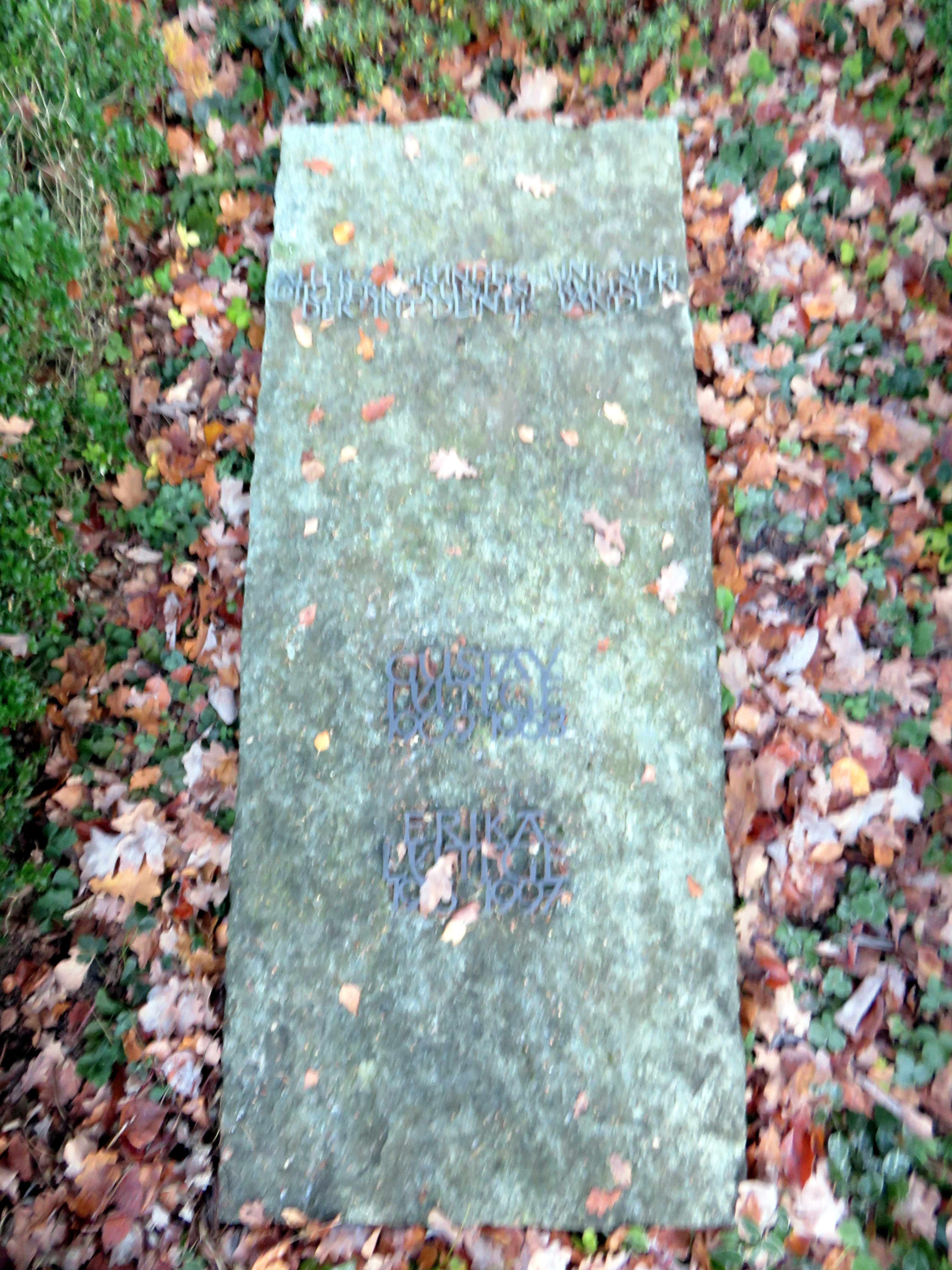
Grab Gustav Lüttge auf dem Friedhof Ohlsdorf

Am 3. Januar 1939 heiratete er in München die Krankenschwester Erika von Delius (* 18. Mai 1915 in Ried; † 8. Oktober 1997 in Marquartstein), Schwester des Gartengestalters Oliver von Delius (1909–1979) und Tochter des Schriftstellers Rudolf von Delius (1878–1946). Aus der Ehe gingen die Kinder Veronika (* 1939), Thomas (* 1941), Martin (1943–2017) und Margot (* 1950) hervor.
Ab Oktober 1941 leistete Lüttge Kriegsdienst bei der Marine in Kiel. Während dieser Zeit schrieb er Beiträge für die Zeitschrift Gartenschönheit und entwarf einige private Gartenanlagen in Norddeutschland. Nach Ende des Zweiten Weltkriegs arbeitete er von 1946 bis 1950 im Hamburger Baukreis mit. 1957 beauftragte er seinen Freund Gustav Burmester, den er aus dem Baukreis kannte, ein Wohn- und Atelierhaus am Liethwisch in Hamburg-Lokstedt zu errichten. Dort wohnte und arbeitete er bis zu seinem Lebensende.
Der dort angelegte Hain mit teils aus eigener Züchtung angepflanzten Rhododendren ging größtenteils in den Besitz der Freien und Hansestadt über und geriet danach in Vergessenheit. Seit 2004 wird er durch den Verein „Freunde des Lüttge-Gartens in Hamburg-Lokstedt e. V.“ betreut und steht seit 2011 unter Denkmalschutz. 2020 wurde ein denkmalgerechtes Pflege- und Entwicklungskonzept erarbeitet, das die Grundlagen für die zukünftige Entwicklung des Gartens festschreibt.
Gustav Lüttge wurde auf dem Ohlsdorfer Friedhof in Hamburg im Planquadrat AB 21 beim Stillen Weg südlich von Kapelle 7 beigesetzt. Sein Nachlass befindet sich im Hamburgischen Architekturarchiv.

## Bekannte Werke
Von Lüttge gestaltete Grünflächen sind aus der Mitte des 20. Jahrhunderts bekannt. 1951 und 1956 gestaltete er zwei private Parks am Elbhang, 1953/54 die Umlagen der Siedlung Hohnerkamp in Hamburg-Bramfeld. 1954 entwarf er ein Gefallenenmahnmal in Bad Bramstedt, um 1965 ein weiteres in Barmstedt, 1957 einen Wohngarten in Lüneburg. Seine Außenanlagen für das Berliner Hansaviertel in Berlin stammen aus dem Jahr 1957, das Gelände des Schwimmbads für den Hamburger Land- und Golfclub in der Lüneburger Heide e. V., Hittfeld, datiert auf 1959. In den 1960er Jahren entwarf er typisierte Gärten für 190 zum Teil von Richard Neutra entworfene Einfamilienhäuser der Bewobau-Siedlung Quickborn. 1963 gestaltete er die Außenanlagen des Israelitischen Krankenhauses, zwei Jahre später die Gartenanlagen des Krankenhauses in Stade und von 1966 bis 1968 die Siedlung Hemmingstedter Weg. Ein letztes großes Projekt war der Kurpark in Mölln. Bei den von ihm konzipierten Anlagen verlängerte er die Linien der Gebäude durch lange Wegekanten, Sitzmauern und Pergolen im Gelände. Er schuf damit Grünflächen, die eine Einheit von „harter“ Randbebauung und „weicher“ Randbepflanzung herstellten.
Lüttge erhielt Aufträge von prominenten Familien wie Biermann-Ratjen, Blessing, Brinckmann, Bucerius, Coutinho, Kühne, Reemtsma, Eduard Rhein, Springer, Vidal, Voss und Warburg. Besondere Bekanntheit brachte ihm 1953 die Gestaltung des Alsterparks ein. Für die Anlage, die anlässlich der Internationalen Gartenbauausstellung entstand, griff er auf Ideen Alfred Lichtwarks zurück, der gegen 1910 vorgeschlagen hatte, eine großflächige grüne, wassernahe Parkanlage anzulegen, die künstlerisch gestaltet war. Bei der Eröffnung der Gartenbauausstellung standen hier 50 Skulpturen als „Plastik im Freien“. Die von Theodor Heuss eröffnete Ausstellung brachte Lüttge über Deutschland hinaus Anerkennung ein.